# الزبير (العراق)
الزبير هي مدينة عراقية، ومركز قضاء الزبير التابع لمحافظة البصرة في جنوب العراق. يبلغ عدد سكانها حوالي 101000 حسب تقديرات عام 2018م.

## الموقع
تقع مدينة الزبير إلى الجنوب الغربي من مدينة البصرة في جنوب العراق، وكانت تعتبر المدينة أحد مراكز الاستراحة للمسافرين بين الجزيرة العربية ومنطقة الخليج العربي والعراق، كما أن قربها من البادية جعلها موقعاً لاستقرار البدو القادمين من صحراء نجد وبادية العراق ومنطقة للتبادل التجاري معهم.
والزبير كبلدة عراقية لها مكانتها التاريخية وتحفل بالتراث والأحداث خلال بضعة قرون منذ تأسيسها كما أنها محط رحال القادمين والقاصدين إلى حج بيت الله الحرام ممن هم خارج العراق القادمين من الشمال والشرق.

## التسمية
وسميت بهذا الاسم نسبة إلى الصحابي الزبير بن العوام المدفون فيها سنة 38 هـ/ 658م، وهو ابن عمة النبي محمد، وأحد العشرة المبشرين بالجنة. وهي تقع بين موقع مدينة المربد الأثرية وبين مدينة البصرة القديمة التي أسسها عتبة بن غزوان في عهد الخليفة عمر بن الخطاب.

## التاريخ

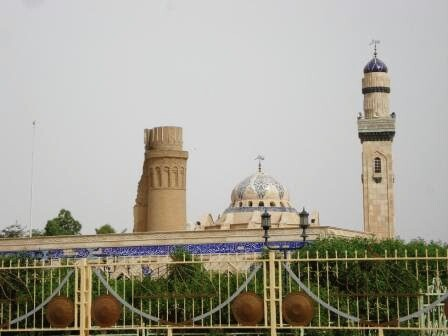
مسجد البصرة القديم.

في حائط مرقد الزبير بن العوام وثيقة منقوشة على مرمر مذكور فيها "ولما دخل العراق في حوزة العثمانين سنة 953 هـ قاموا ببناء مسجد عند ضريح سيدنا الزبير ( رضي الله عنه ) وهو أول مسجد في هذه القصبة وفي رجب سنة ٩٧٩ هـ قامَ بخدمة ضريحه وضريح طلحة الخير واحترامهما بإنشاء القبتين على ضريحيهما المرحومُ المبرورُ السلطانُ الغازي سليم الثاني ابن السلطان سلیمان عليهما رحمة المنان ولا زالت دولتهم باقية على الاسلام الى آخر الزمان، فبعد بناء القبة جعل الناس يقصدون السكن حذاءهما تبركاً بالمقام"، ومدينة الزبير جزء من شمال غرب مدينة البصرة الأولى، وبالذات قرب مقابر البصرة، قال علي أباحسين في كتابه (لمحة من تاريخ مدينة الزبير) "حين أصبحت البصرة ومنها الزبير تحت الحكم العثماني سنة 953 هـ كان حكامها من كبرائها تعيّنهم الدولة العثمانية حتى عام 1288 هـ إذ أصبحت الزبير مديرية تحت حكم شيخ من أهاليها يُقيمه والي البصرة"،  وقال سليمان فائق متصرفُ لواء البصرة في كتابه (عشائر المنتفق) "وقد كانت الدعوة الوهابية تزعجُ الحكومةَ العثمانيةَ أيّما إزعاج حتى قامت لها قيامة الأستانة وتشبثت بعدة تشبّثات: منها الاهتمام بقصبة "الزبير" وتحصينها، ومنها إنشاء "الخميسية" في بادية سوق الشيوخ وجعلها مخفراً قوياً. وفي سنة 1289هـ عُيّنَ صالح أغا طابور أغاسي أول مديرٍ لناحية الزبير، وبما أن تجارة نجد الخارجية -إذا صح أن لهم تجارة خارجية- فإن العراق هو المنفذ والسوق القريب الذي يتعاملون معه، فنتج عن ذلك أن سكنت أسر نجدية كثيرة في العراق وبخاصة البصرة والزبير وسوق الشيوخ. وازداد استيطانهم فيها في القرن 18 مع تمدد الحركة الوهابية، ولم يكن في ذلك الموقع سلطة حكومية سوى إمارة المنتفق الذين كانوا يتجولون بجواره وقيل إن أولئك النجديين اختاروا رجلاً يرأسهم، اسمه راشد المعيصب، فسُمّيَ الرَيّس. وقد كانت مهددة من البادية، ثم أخذت المدينة بالنمو والتطور بعد قدوم «يحيى بن سليمان الزهير» -وقيل يحيى بن محمد الزهير- حيث تولى حكمها في سنة 1211هـ/1796م في عهد السلطان سليم الثالث وولاية المتسلم «عبد الله آغا بن سليمان» الأولى على البصرة عن الوزير سليمان باشا الكبير، واستمر بحكمها ثلاث سنوات.
تزامنت تلك الفترة مع تصاعد غارات الأعراب من البادية المتاخمة لولاية البصرة فقرر في سنة 1212هـ/1797م الذهاب إلى بغداد لزيارة وزيرها سليمان باشا الذي عَمّرَ قصبة الزبير، ليشرح له أهمية الموقع الجغرافي لقرية الزبير كونها الثغر الاستراتيجي لحماية مركز إيالة البصرة من جهة الصحراء، وأنها ملجأ لكثير من أهالي نجد الذين سيقصدونها إذا مامدت لهم الدولة يد العون، فتجاوب سليمان باشا مع ما قاله الزهير فقرر تخصيص مبلغ من المال لتحصين المدينة، وأمر الزهير بتشييد سور لها، وزوده بالمدافع وسلّح الأهالي. فشيد ذلك السور سنة 1211هـ/1797م تحت نظارة قاضي الزبير الشيخ «إبراهيم بن جديد». ثم عينت الدولة العثمانية رواتب لكل أهالي الزبير حسب الشخص وعدد أفراد عائلته. وقد أمضى الوزير سليمان باشا اتفاقية دفاع مشترك بين قرية الزبير العراقية وإيالة البصرة مكونة من 8 مواد رئيسة، نصت على استقلالية ذاتية للزبير[كيف؟] ما عدا تحويل عقارات الزبير والقضايا الإجرامية فيها فهُما لمركز ولاية البصرة، وإعفاء أبنائها من الخدمة العسكرية، وبناء مدارس ومستشفيات فيها، وتزويد المدينة بالأسلحة ومن جهة أخرى يتم التعاون بين الطرفين لدرء الأخطار الخارجية المشتركة ومحاربة الفتن الداخلية. وقال ريدر فِسّر "بعد نظام الضرائب يأتي التجنيد الإلزامي الذي دخل البصرة بحدود عام 1870 فكان أغرب سمة للحكم العثماني وكان المسييحيون واليهود يدفعون ضريبة عسكرية بدلاً من الخدمة...ومع ذلك يمكن شراء الإعفاءات من التجنيد لمن يملكون القدرة على الدفع، وقد تدبّرت بعض الجماعات في البصرة أمر الحصول على إعفاء جماعي بعد اتفاقية خاصة مع الحكومة، كانت هذه الاتفاقية تشمل أهل الزبير الذي حصلوا على استثناء جماعي في ضوء موافقتهم على أن يلتزموا بدلاً من الخدمة بالحماية كقوات مساعدة ضد أي هجوم يُشنّ على منطقة البصرة مِن نجد، كما شمل الإعفاء السادة الأشراف الذين ينحدرون من نسل النبي وهم عدة مئات من البصراويين"، وقد توفي يحيى الزهير سنة 1213هـ/1798م، فأسند الشيخ حمود بن ثامر السعدون مشيخة الزبير إلى «إبراهيم الثاقب» من سلالة وطبان بن ربيعة المريدي، ودامت مشيخته إلى أن قُتِل سنة 1237هـ/1822م، فأسندت مشيخة الزبير إلى ولده محمد، ثم جرى تنافس بينه وبين آل الزهير، فأخرجوه من الزبير.
وفي سنة 1220هـ/1806م في عهد السلطان العثماني سليم الثالث وولاية متسلم البصرة إبراهيم آغا، انتدب أهل الزبير أحد وجهائها وأثريائها وهو الشيخ يوسف بن يحيى الزهير مع عالمها ابراهيم بن جديد للسفر إلى بغداد لمقابلة واليها الوزير «علي باشا الكتخدا» لبحث شؤون الزبير ومصالح أهلها، ووسائل الدفاع عنها ضد أي عدوان خارجي. وقد أجابهما علي باشا الكتخدا لطلبهما، وزودهما بالمدافع وسائر الأسلحة، كما أمر بإقامة سور للإمارة فيها. وقد تولى الشيخ يوسف الزهير مشيخة الزبير من 1822م إلى وفاته سنة 1239هـ/1824م في عهد السلطان محمود الثاني وولاية محمد كاظم آغا متسلمًا للبصرة عن الوزير داود باشا أو بداية ولاية المتسلم عبد الغني آغا.

### سنة الطاعون
وفي 1247هـ/1831م وقع الطاعون العظيم الذي عم العراق ومنه الزبير، وعمّ الكويت وبعض أنحاء الخليج، ولا يشبه هذا الوباء الوباء الذي سبقه (يقصد وباء الكوليرا سنة 1820م المسمى العقاص). وحل بهم الفناء الذي انقطعت بسببه عوائل وقبائل، وخلت المنازل من أهلها، وإذا دخل في بيت لم يخرج وفيه عين تطرف، وجثث الناس في بيوتهم لا يجدون من يدفنهم، وأموالهم عندهم ليس لها وال، وانتنت البلدان من جيف الإنسان، وبقيت الدواب والأنعام سائبة في البلدان، ليس عندها من يعلفها ويسقيها حتى مات أكثرها، ومات بعض الأطفال من الجوع والعطش، وخرج أكثرهم إلى المساجد رجاءًا أن يأتيهم من ينقذهم، فماتوا فيها حيث لا تقام فيها جماعة، وبقيت البلدان خالية لا يأتي إليها أحد. وفي النصف من ذي الحجة 1247هـ/1832م ارتفع الوباء عن الزبير التي بدت خالية من أهاليها، فتعرضت لنهب من الصلبة حيث ليس لهم صاد ولا راد، وعندما عاد أهاليها من كان حاجاً أو مسافرًا أو من برئ من المرض وهم قليلون فضبطوا البلدة وحموها من الصليب وغيرهم. فلما علم أهل نجد بذلك، وكان اكثر أهل الزبير أرحامًا لهم وأصهارًا فسافروا إليها واخذوا ما وجدوه من تراثهم، وسميت تلك السنة (بسنة الصلبة). وتوفي من هذا المرض علي بن يوسف آل زهير شيخ الزبير. قال لويمر في كتابه دليل الخليج القسم الجغرافي المكتوب سنة 1908 الميلادية "ويُقدّر عدد سكان مدينة الزبير بنحو 6000 نسمة وكلهم من المسلمين السنة وذلك أمر طبيعي في مكان يضم ضريح الزبير الذي مات في هذا المكان في معركة ضد علي وتوجد مساكن لكثير من الأثرياء ومُلاك البصرة في الزبير يأتون إليها في فصل الصيف نظراً لجفاف الهواء بها كما توجد بعض العائلات الكبيرة من وسط الجزيرة العربية كانت في الأصل مقيمة هنا" وقال "والزبير سوق هامة بالنسبة للأماكن المحيطة بها وخاصة قبائل البدو وهي كناحية من نواحي قضاء البصرة، يوجد بها مقر المدير وقليل من الشرطة، كما توجد بها كتيبة تتكون من 20 رجلاً تحت إمرة ضابط، وسكان الزبير أنفسهم معفون من الخدمة العسكرية الإجبارية قانوناً ولكن السلطات التركية جندت منهم مَن وجدته في مدينة البصرة".

### حصار الزبير
بعد ان استقرت الأوضاع عند عيسى السعدون، تطلع في سنة 1248هـ/1833م إلى الاستيلاء على مدينة الزبير ذات الاستقلال الذاتي ليدخلها ضمن نفوذ إمارة المنتفق، وذلك بدفع من محمد بن ابراهيم الثاقب منافس «آل زهير» حكام الزبير وقتها وأميرها عبد الرزاق الزهير. فتوجه جيش المنتفق ليضرب حصارًا على الزبير دون سبب مقنع سوى انحيازه إلى طرف الثاقب لحكم الزبير، وساعده في ذلك الشيخ جابر بن عبد الله الصباح حاكم الكويت آنذاك، واستمر الحصار لسبعة أشهر، وانتهى بدخول المدينة بعد نفاد الطعام والرصاص عند المدافعين في ذي القعدة 1249هـ/مارس 1834م، حيث شهدت المدينة مجزرة ضد آل زهير بعد رفض الشيخ عيسى عرض عبد الرزاق الزهير بتعويض دم عمه علي الثامر الذي قتل أثناء الحصار بذهب يدفعه الزهير.

### اتفاقية حماية بين الزبير والبصرة
عقد اتفاق بين متصرفية البصرة التابعة للدولة العثمانية وشيوخ الزبير على قيام الزبير العراقية التابعة للدولة العثمانية، بتعبئة جماعات مسلحة لحراسة غابات النخيل الكثيفة المحيطة بالبصرة من أيدى العابثين واللصوص.

## هيئة السلطة
الزبير بلدة عراقية كانت قبل الحرب العظمى الأولى تابعة للدولة العثمانية مباشرة، ثم صارت ناحية تابعة للواء البصرة من ولاية بغداد، صار حكمها الداخلي بالمشيخة وبمُديرية عثمانية تابعة لولاية البصرة، قال بطرس البستاني في كتابه دائرة المعارف المنشور سنة 1887م "الزبير: بلدة حديثة العهد في العراق" وقال "وكان يحكمها قبل التنظيمات شيخٌ تقيمهُ الدولةُ العليةُ من كبرائها فتولى أمرها زمناً آل ثاقب ثم انتقلت المشيخة الى آل زهير فكان الشيخ سليمان الزهير آخر شيخ حَكَمَها، أما الآن فيُعهد بأمر حُكمها الى مدير يقيمه والي البصرة"، وحين غزا الإنكليز العراقَ سنة 1914م، احتلوا لواء البصرة، وأبقوا تقسيماته الإدارية مثلما كانت في عهد الحكم العثماني للعراق حتى نشوء الحكم الملكي للمملكة العراقية، قال قحطان حميد يوسف في كتابه (التاريخ الإداري لحدود متصرفية لواء البصرة 1921-1958 في ضوء وثائق البصرة الحكومية) إن الحكم الملكي العراقي ورثَ "البصرةَ من عهد الاحتلال البريطاني كوحدة إدارية تتبع لها أقضية المركز وأبي الخصيب والقرنة، أما المركز فكان تحت إشراف متصرف اللواء مباشرة ويتبع قضاء المركز ناحيتا الهارثة والزبير، بينما يتبع قضاءَ أبي الخصيب نواحي الفاو وشط العرب والسيبة، أما قضاء القرنة فيتبعُه ناحيتا المدينة والسويب". ظلّت الزبير ناحية في زمن الاحتلال البريطاني واستبقوا مشيخة إبراهيم الراشد تابعاً لهم، ثم ألغيت مشيخته إذ وُجدَ أن شيخ الزبير إبراهيم البراهيم الراشد حينئذٍ كان مستأثراً ولا يصلح لزمانه، ولأنّ أهل الزبير قد اغتاظوا منه، فعُزل يوم 11 ذي القعدة 1339 هـ. وفي عهد المملكة العراقية بُنيت للزبير بلدية وعُيّنَ لفتة محمد الخلف مديراً عليها سنة 1921،

## التاريخ الاقتصادي
بالرغم من تدمير مدينة البصرة وقرية الزبير العراقية التابعة للبصرة خلال سنوات الاحتلال (1775-1778) على يد كريم خان زند مما تسبب في تضاؤلهما كونهما مركزين تجاريين هامين، مما اضطرت بعض أسر الزبير للهجرة إلى الكويت، ومع عودة الأمور إلى مجاريها بعد انتهاء العدوان عاد النشاط التجاري في البصرة والزبير إلى أفضل مما كان عليه قبل الغزو. لذا ففي منتصف القرن 19 (13هـ)، كان أهل الزبير قد برعوا في تجارة الحبوب والتمور، وإيصالها بين الخليج العربي والهند ووسط الجزيرة العربية. وفي مطلع القرن 20 أي أواخر الدولة العثمانية أخذوا يتاجرون بالكمأ (الفقع)، وكانت القوافل من نجد وضواحيها تجلب إليها الأغنام والدهن والصوف والتمور. وكانت تجلب من البصرة الذخائر والمؤون. وقد أصبح هؤلاء تجارًا وملاك عقار، فملكوا الكثير من مقاطعات نخيل البصرة وتوابعها وفتحوا لهم محال ومكاتب تجارية، كما أصبحوا وكلاء شركات ومصدرين وموردين للبضائع، فسيروا قوافلهم برا وبحرًا. وتزامن بداية الاستقرار النجدي المكثف في الزبير: قيام الدولة السعودية الأولى مع ازدهار النشاط البريطاني في الخليج العربي، فساهم أهل الزبير وخاصة العقيلات منهم في ذلك النشاط بمقدرة وكفاءة، فكانت قوافل العقيلات تخرج من الزبير تحمل بضائع الهند وطيوبها وبهارها ومحاصيل العراق إلى الموانئ الشامية، وتعود محملة بسلع أوروبا ومنتوجات الشام إلى العراق، فأصابت تلك البلدة ثراءً عظيمًا ونمت وازدهرت حتى سميت بالشام الصغير. ومثال على ذلك ففي مطلع القرن 19 (13هـ) أصبح التاجر النجدي الزبيري «أحمد بن مهنا بن إبراهيم العنيزي» من كبار التجار والملاك في البصرة والزبير. وبنى العنيزي بداية 1822م/1237هـ سوقًا في محلة الباشا في لبصرة، أسماه «سوق كاظم آغا» على إسم والي البصرة في ذلك الوقت، وبعده ببضعة عقود أضحى «محمد بن موسى بن محمد الفارس» من كبار الأثرياء في الزبير والبصرة وابتنى لنفسه قصرًا في الشعيبة وكان ابنه موسى تاجرًا للخيول واشترى مزارع نخيل في البصرة.

## مدارس ناحية الزبير
ذُكر في سالنامه البصرة الصادر سنة 1893م أن في ناحية الزبير سبع مدارس وعشرين مكتباً في ناحية الزبير من لواء البصرة، وذكر عبد الرزاق الهلالي في كتابه (تاريخ التعليم في العراق في العهد العثماني) أنه كان في الزبير ثمانية مدارس.

### مدارس
- مدرسة دويحس، أُسست سنة 1180هـ الموافقة 1766.
- مدرسة الزبير الرشدية (زبير مكتب رشدي)، بناحية الزبير التابعة لسنجق البصرة بولاية بغداد كان معلّمها حبيب أفندي سنة 1292 هـ.[34]
- أول مدرسة نظامية، أُسست سنة 1321 هـ/1903م، كانت في بيت علي باشا الزهير، وكانت اللغة التركية إحدى مواد المنهج، درس فيها سيد رشيد من بغداد.[35]
- مدرسة دينية ملحقة بجامع مزعل باشا السعدون.
- مدرسة ملحقة بمسجد الباطن، بناها عيسى القرطاس، اشترهت بتدريس الفقه الحنبلي، ودرّس فيها عبود أفندي الحمود.
- مدرسة ملحقة بمسجد مزعل باشا السعدون، درّسَ فيها محمد بن رابح.[36]
- مدرسة النجاة الأهلية.

وحين احتلّ الإنكليز لواء البصرة سنة 1914م استحدثوا منهج تعليم بحسب حاجتهم وكلّفوا المستر جون فان أيس مديرَ الإرسالية الأمريكية في البصرة بالإشراف على تأسيس مدارس في البصرة وما جاورها، فأسسوا مدرسة ابتدائية في ناحية الزبير في ربيع سنة 1916م.

## مساجد الزبير
كان في نواحي لواء البصرة مساجد كثيرة، وذُكر في السالنامات أن في مركز ناحية الزبير 15 جامعاً، أقدمها جامع الزبير، الذي بُني بجنب قبر الصحابي الزبير بن العوام في بداية الحكم العثماني للواء البصرة، ثم جدّده والي البصرة ناصر السعدون ثم السلطان عبد الحميد سنة 1888م، ومن الجوامع الأخرى القديمة جامع النجادة.
تحتوي منطقة الزبير على الكثير من المساجد والجوامع والأضرحة والمراقد الأثرية القديمة والحديثة ومنها:
| - مسجد البصرة القديم. - مسجد الاحسائية. - مسجد السميط (المجصة). - جامع النجادة. - جامع الخشيرم (الحنيف). - مسجد الزهير (مسجد الباطن). - مسجد الحسي (مسجد الحصي). - مرقد الإمام الحسن البصري. - مرقد ومسجد طلحة بن عبيد الله. - مسجد الإبراهيم. | - مسجد الدليجان (ديم خزام). - مسجد ابن غانم (ابن لاحق). - مسجد القرطاس. - جامع خطوة الإمام علي - جامع المنتفك / تاسس سنة 1961. - جامع ومرقد الصحابي الزبير بن العوام. - مسجد الصوالح. - جامع حي الشهداء - جامع العوهلي. - مسجد عمار بن ياسر. | - مسجد القرطاس. - مسجد الإمام الرضا. - مسجد دروازة الحزم (دروازة). - جامع مزعل باشا السعدون. - جامع الزهيرية. - جامع الصبيح (الرشيدية). - جامع المربد. - جامع النجادة. - مسجد المجصة. | - جامع زين العابدين. - مسجد الخمسة. - مسجد الرواف - مسجد أسامة بن زيد - مسجد خالد بن الوليد - مسجد الخال - مسجد النقيب - مسجد ديم خزام - جامع المزروع - تكية الدراويش، تكية بناها أحمد النقيب سنة 1397هـ ثم صارت روضة. |

## الهجرة
إن العوامل الطبيعية قد دفعت الكثير من الجماعات من أهل نجد للهجرة إليها، حيث كان الصراع السياسي في مناطق مثل منطقة سدير والجزء من العارض، وأيضاً البحث عن سبيل حياة أفضل نتيجةً للجفاف، الذي اجتاح نجد خلال بعض السنوات والذي سبب قحطاً ومجاعات، أجبر بعض سكانها على الهجرة للمناطق المجاورة بما فيها مدينة الزبير والتي كانت تتميز بمياه جوفية تؤمن متطلبات الحياة والاستقرار وبالإضافة إلى موقعها الإستراتيجي لقربها من الكويت والبصرة، ولقد تولّت أسرة (الزهير) و(البراهيم) وغيرها من الأسر الحكم فيها، والزبير أرض خصبة حيث أنها كانت مشهورة بزراعة أنواع كثيرة من الخضروات ويأتي على رأسها الطماطم حيث أنها كانت تغطي مناطق كثيرة في العراق وأيضاً اشتهرت بزراعة الخيار والبطيخ والرقي (البطيخ الأحمر كما اشتهرت تسميته في العراق) وأيضاً إضافة للزراعة كانت الزبير تحتوي على كثير من آبار النفط مما جعلها واحدة من المناطق المستهدفة بالقصف خلال حرب الخليج الأولى والثانية والثالثة.

## الوضع الحالي

مرقد ومسجد طلحة بن عبيد الله في منطقة الزبير قبل تدميره في عام 2006م

هاجرت بعض العوائل النجدية في القرن التاسع عشر إلى منطقة الزبير بسبب الجفاف ونقص الموارد ولكن بعد تأسيس إمارة الكويت والمملكة العربية السعودية، وتحسن الأوضاع بسبب استخراج النفط عادت أعداد كبيرة منهم إلى نجد ثم هاجر غالبيتهم في عقد الثمانينات أثناء الحرب العراقية الايرانية وكذلك في حرب الخليج الثانية حيث هاجر قسم منهم في عقد التسعينات ولم يتبقى سوى القليل من العوائل النجدية بمقابل ذلك هاجرت عوائل كثيرة من المناطق الشرقية في البصرة وميسان إلى منطقة الزبير بسبب أحداث الحرب العراقية الايرانية وتدمير المناطق السكنية في القرى الحدودية.
مدينة الزبير تتميز بصبغتها الإسلامية العربية الخالصة تسكنها مثل عائلة التركي وعائلة الخميس وعائلة النامي وبني تميم وشمر وعنزة والظفير وربيعة وقبيلة خزاعة ومجموعة من العشائر الأخرى لكن بفعل عدة عوامل مثل الثورة النفطية في الخليج والحرب الإيرانية العراقية وحروب الخليج، وهاجرت منها عوائل نجدية كثيرة إلى خارج العراق فمنهم من ذهب إلى الكويت ومنهم من ذهب إلى السعودية.

## أحياء مدينة الزبير

أحياء مدينة الزبير سنة 2015

كان موقع مدينة الزبير جزءاً من مدينة البصرة الأولى التي أُسّست سنة 14 الهجرية، وصارت البصرة حاضرة كبيرة مشهورة ثم هُجرت مدة، ولم يبق فيها غير الأعراب يعلمون هناك في خدمة القوافل المارة، ولخدمة دفن الموتى من أهل البصرة الحالية، وبقي في الزبير أطلال جامع البصرة القديم ومقبرة الحسن البصري وقبر الصحابي الزبير بن العوام، حتى سنة 1571 الميلادية حين أمر السلطان العثماني سليم الأول ببناء قبة فوق ضريح الزبير بن العوام، فصار حوله التجمع السكاني الأول من أهالي البصرة الذين كانوا يعملون في إحضار موتى البصرة الحالية إلى مقبرة الحسن البصري ودفنهم فيها، وأقبل على الزبير ناس فبنوا بيوتهم حول المسجد طلباً للأمان وتبركا بالضريح، ثم أقبلَ عليها مهاجرون وخاصة من نجد من بلدة حرمة سنة 1620 الميلادية ثم مهاجرون من حريملا سنة 1824، وقد اتسعت المدينة بفعل الهجرة الوافدة من نجد فأصبحت أكثر رقعة وأعظم عمرانا من الكويت المجاورة، بل إنها ضارعت البصرة التي تناقص شأنها بفعل البلاء الذي أنزله الطاعون ثم الحصار الفارسي، وقد كانت الزبير العراقية إحدى الروافد التي غذت البصرة بالرجال حتى عمرت مرة اخرى وما لبثت دائرة الزبير ان اتسعت فوصل رجالها العراقيون إلى بغداد وعمروا الحواضر وأنشئوا قرى أخرى على امتداد المنطقة.
ويمكن تقسيم المراحل العمرانية للزبير ثلاثة أقسام، القسم الأول طال 343 سنة من سنة 1571 الميلادية في عهد الدولة العثمانية حتى الاحتلال الإنكليزي سنة 1914، وفي هذه المرحلة كانت المناطق محدودة بسبب إحاطة الزبير بسور يحميها من الغزو، بنت الدولة العثمانية السورَ الأول سنة 1797 الميلادية، وظل السور حتى سنة 1882م، وفي هذه المرحلة الأولى كانت محلّات الزبير هي الكوت والشمال والدروازة ثم الرشيدية سنة 1892 ثم الزهيرية سنة 1899، وبدأت المرحلة العمرانية الثانية منذ سنة 1914 حتى سنة 2002 قبل الاحتلال الأمريكي للعراق سنة 2003، والمرحلة الثالثة منذ سنة 2003.
قال طه الهاشمي في كتابه (جغرافية العراق) المنشور سنة 1936 م "والقرى الواقعة بالقرب من الأراضي الكلسية مبنية بالآجر والجص كقرية كبيسة وقرية الزبير وهما مركزا تموين للقبائل الرحالة".
وقال حامد الحمود في مقاله (البحث عن البصرة في البصرة) المنشور سنة 2024 "فالزبير هي بالأساس لم يخطط هندسيا لبنائها، بل ان بعض شوارعها أخذ بالاعتبار أنها أنشئت لتسمح بمرور الجمال والحمير وليس للسيارات. ولم تهدم البيوت ويعاد تخطيطها وإنما هدمت وبني في محلها بيوت اسمنتية على نفس مخططها القديم، مما قضى على أي مسحة جمالية فيها".
| المرحلة الزمنية | عدد المحلات | مساحة الزبير هكتاراً |
| 1571 - 1914     | 4           | 221.9               |
| 1915 - 2002     | 18          | 3340                |
| 2003 - 2019     | 24          | 3432.6              |

### أحياء مدينة الزبير
| اسم الحي             | مساحته هكتاراً | سكانه |
| الكوت (مركز المدينة) | 148           | 21317 |
| الشمال               | 146           | 23620 |
| الرشيدية الأولى      | 60            | 10057 |
| الرشيدية الثانية     | 29            | 3087  |
| العسكري              | 101           | 31115 |
| الجاهزة              | 15.6          | 11312 |
| الجمهورية الأولى     | 56            | 17820 |
| الجمهورية الثانية    | 53            | 21550 |
| الحسين               | 288           | 15968 |
| العرب الأولى         | 24            | 15362 |
| العرب الثانية        | 57            | 23903 |
| الضباط               | 145           | 7022  |
| الشهداء الأولى       | 20            | 48433 |
| الشهداء الثانية      | 223           |       |
| الفرهة والظويهرات    | 113           | 16372 |
| العصرية والمعامل     | 180           | 38543 |
| المزارع              | 690           | 22831 |
| المربد الجديد        | 62            | 11506 |
| المربد القديم        | 46.6          | 9571  |
| المعلمين والبلديات   | 28            | 4370  |
| الخطوة               |               | 6126  |
| الأمير               | 204           | 17197 |
| الدريهمية            | 123           | 27117 |
| الآثار               |               | 9540  |

### التجاوز على الأراضي
انتشر التجاوز السكني في أنحاء العراق بعد الاحتلال الأمريكي سنة 2003، ومن ذلك حدث تجاوز في مساكن الزبير.
| اسم الحي             | مساكن التجاوز |
| الكوت (مركز المدينة) | 25            |
| الشمال               | 1006          |
| الرشيدية الأولى      | 111           |
| الرشيدية الثانية     |               |
| العسكري              | 106           |
| الجاهزة              | 68            |
| الجمهورية الأولى     | 292           |
| الجمهورية الثانية    | 205           |
| الحسين               | 320           |
| العرب الأولى         |               |
| العرب الثانية        | 1600          |
| الضباط               | 854           |
| الفرهة والظويهرات    | 3093          |
| العصرية والمعامل     | 4720          |
| المزارع              | 220           |
| المربد الجديد        | 97            |
| المربد القديم        | 65            |
| المعلمين والبلديات   | 1800          |
| الخطوة               | 104           |
| الأمير               | 242           |
| الدريهمية            | 600           |
| الآثار               | 1602          |

#### مقاطعات الزبير
كان قضاء الزبير 3 نواحٍ، ناحية مركز القضاء، وناحية سفوان، وناحية أم قصر، صارت ناحية سفوان قضاء في سنة 2024، وبقيت ناحية مركز قضاء الزبير التي مساحتها 1082.75 كم، وفيها 27 مقاطعة.
| رقم المقطعة | اسمها             | مساحتها دونماً |
| 1           | الزبير            | 14000         |
| 2           | النجمي الشرقي     | 5000          |
| 3           | طلحة              | 6520          |
| 4           | كريطات            | 26760         |
| 5           | الرافضية الغربية  | 11720         |
| 6           | البرجسية الجنوبية | 2000          |
| 7           | البرجسية الشمالية | 5400          |
| 8           | جويبدة            | 6200          |
| 9           | الطوبة            | 16600         |
| 10          | النخيلة           | 6560          |
| 11          | أرطاوي            | 140280        |
| 12          | الدريهمية         | 8000          |
| 13          | الذروية           | 15760         |
| 14          | الرافضية الشرقية  | 5880          |
| 15          | مويلحات           | 2080          |
| 16          | البرجسية الغربية  | 9480          |
| 17          | أركلي الشمالي     | 11200         |
| 18          | الرافضية          | 51360         |
| 19          | الصعيرية          | 5480          |
| 20          | سلمى              | 3200          |
| 21          | الشعيبة الشرقية   | 30880         |
| 22          | الشعيبة الغربية   | 8600          |
| 23          | النجمي الجنوبي    | 6280          |
| 24          | كريطات الغربية    | 7880          |
| 25          | درنة              | 10920         |
| 26          | النجمي الغربي     | 5400          |
| 27          | الشعيبة الشمالية  | 10160         |

## إحصاء السكان
بيّنتْ الإحصاءات تزايداً كبيراً في نفوس مدينة الزبير، إذ قيل إنه كان عدد النفوس 17880 نسمة، في سنة 1947م، وازداد العدد فيما بعد بسبب كثرة الولادات وقلة الوفيات، وبسبب الإقبال إلى مدينة الزبير للعمل في الزراعة والصناعة.
| السنة            | العدد          |
| ---------------- | -------------- |
| 1741م            | 600 أو 700     |
| 1748م            | 1200 أو 1500   |
| 1770م            | 5000           |
| بداية القرن ال20 | 6000           |
| 1909م            | 10000          |
| 1910م            | 9 آلاف         |
| 1922م            | 12000          |
| 1930م            | 22000          |
| 1947م            | 24018          |
| 1957م            | 35358          |
| 1965م            | 47719 [محل شك] |
| 1975م            | 41408          |
| 1977م            | 66536          |
| 1987م            | 109767         |
| 1997م            | 138595         |
| 2010م            | 262877         |
| 2007م            | 240157         |
| 2020م            | 414739         |

## الخدمات الحكومية
- الشرطة: في سنة 1905م في عهد محلص باشا والي البصرة بالعراق في العهد العثماني، كان بالزبير مخفر وعدد من الشرطة وفيها كتيبة عثمانية مِن 20 رجلاً تحت إمرة ضابط.[61]

وفي 13 رجب 1328 هـ الموافق 19 تموز 1910م، كتبَ عبد الوهاب الطبطبائي مديرُ ناحية الزبير التابعة للواء البصرة رسالة عامة وَجّهها إلى والي لواء البصرة، نشرتها وقائع جريدة الإيقاظ، قال:
"إن بلدة سيدنا الزبير تبعد عن مركز اللواء نحو سبعة أميال وفيها من السكان نحو تسعة آلاف نسمة والطريق بين الجهتين مفقودة فيها الأمنية من قديم الزمان وقد تحدثتُ أمس مع فاضل من أهالي الزبير هو الحاج داود الفداغ عن أحسن طريقة لحفظ هذا الطريق من عبث العابثين وتعدي الأشقياء والمعتدين. وبعد السؤال والمناقشة في عدة وسائل قال ان أحسن طريقة وأضمنها هي أن تبني الحكومة مخفراً عسكرياً على جبل (الكوت ) الواقع في منتصف الطريق وأن تجعل فيه نحو ١٥ جندياً (سواري) يتناوبون المحافظة على طول الطريق، وقال إن أهالي الزبير يدفعون عن طيب خاطر نفقات هذا البناء لأن الأضرار التي لحقتهم في الماضي والحاضر لا تقدر، وقرر أيضا بأن لا خوف عليه من ماء الموح لارتفاع مكانه، هذا ما قاله الحاج داود وأنه رأيٌ مصيب ولذلك رأيتُ نشره على صفحات الايقاظ استلفاتاً لأنظار سعادة والينا الهمام الساهر على تأمين البلاد وراحة".
وفي مقاطعة الشعيبة أُنشئت كلية الشرطة الثانية. وفي مدينة الزبير مراكز شرطة، هنّ مركز شرطة الزبير الذي أُسس سنة 1921م بمحلة الكوت وكان أول معاون به أحمد بن إبراهيم الزهير، ومركز شرطة العرب، ومركز شرطة المربد.
- الماء: وصلت إسالة الماء العذب إلى مدينة الزبير يوم 31 أيار سنة 1936م، وكان أهل الزبير قبل ذلك يستقون من آبار الدريهمية.[66]
- الصحة: افتتح أول مستوصف بالزبير في محلة الباطن مقابل مسجد الباطن في بيت عبد العزيز محمد المانع المجاور لبيت عبد اللطيف المنديل،[67] وفي سنة 1342 الهجرية افتتح مستوصف آخر في غرب مدرسة الحسن البصري ثم افتتح مستشفى العقيل للولادة سنة 1961 في محلة الجمهورية الأولى بنفقة محمد السليمان العقيل، أحد وجهاء الزبير،[68] وصار المستشفى بعدئذٍ مستوصفاً، ثم فتح مستوصفان في محلة الحصي والدريهمية.[69]

| اسم المستشفى        | مناطقه       |
| مستشفى الزبير العام | مدينة الزبير |

| اسم المركز   | مناطقه                                             |
| الباطن       | الرشيدية الأولى والثانية والشمال والضباط والمعلمين |
| الحسن البصري | الكوت والعرب الثانية                               |
| الحاج خضير   | القرية العصرية والعرب الأولى                       |
| المربد       | المربد القديم والجديد والأمير والفرهة والظويهرات   |
| العقيل       | الجمهورية الأولى والثانية والآثار                  |
| الأنصار      | الحسين والمزارع                                    |
| الرحمة       | الشهداء                                            |
| الشفاء       | العسكري والدريهمية                                 |
| الخطوة       | الخطوة والجاهزة                                    |

### الطرق
بعد تأسيس بلدية لواء البصرة سنة 1869م كانت الطرق البرية ضيقة لا تَسَعُ إلا حصاناً واحداً وكثير منها غير معبّد وكان الطريق بين البصرة والزبير ينقطع في الشتاء لأنه ترابي يصير مُوحِلاً بعد الأمطار، وبعد سنة 1889م أعادت بلدية البصرة بناء الجسر الرابط بين البصرة والزبير.
حتى سنة 2015م عدد الشوارع الرئيسة لمدينة الزبير 16 شارعاً، مجموع أطوالها 26 كيلومتراً، وعدد الشوارع الثانوية 328 شارعاً، مجموع أطوالها 374 كيلومتراً.

## آثار مركز قضاء الزبير
في 3 تشرين الثاني سنة 2022 قال الباحث التاريخي حسن الناصر “جميع المعالم الأثرية المهمة في الزبير منسية تماماً، ومهملة دون أي صيانة، وأصبحت عرضة للعبث والتخريب”.
| اسم الموقع                  | القرية                 | العصر                    | إحداثياتها |
| أم شداد                     | أراضي أم شداد          | كلداني وساساني وإسلامي   |            |
| أنس بن مالك (جامع)          |                        | إسلامي                   |            |
| جويبدة الشمالية             | جويبدة                 |                          |            |
| جويبدة الجنوبي              | جويبدة                 | إسلامي                   |            |
| مرقد الحسن البصري           |                        | إسلامي                   |            |
| تلول الشعيبة                |                        |                          |            |
| تلول الطوبة                 | أراضي الطوبة           | ساساني وإسلامي           |            |
| طلحة وخرائب البصرة (مأذنة ) |                        | إسلامي                   |            |
| مسلى                        | أراضي مِسَلي             | إسلامي                   |            |
| تل النخيلة                  | أراضي النخيلة          | ساساني وإسلامي           |            |
| تل أثري                     | 6 كيلومترات شرق الزبير |                          |            |
| مفتول الدريهمية             | الدريهمية              | إسلامي (العراق العثماني) |            |

## مُديرو ناحية الزبير
ذُكرَت في سالنامه سنة 1292هـ/1874 م التقسيماتُ الإدارية لولاية بغداد ومنها ناحية الزبير التابعة إلى لواء البصرة، وقال علي صائب في كتابه جغرافية الممالك العثمانية المطبوع سنة 1304 هـ "الأقضية والنواحي التابعة إلى البصرة: 1- قضاء البصرة نفسه: ومن ملحقات هذا القضاء ناحية (أبو الخصيب)، وناحية (الفاو)، وناحية (الزبير). وأفضل وأطيب هواء في اللواء هواء ناحية الزبير وفي هذه الناحية يوجد ضريح الزبير بن العوام الذي هو من العشرة المبشرين بالجنة وفي خارج الناحية يوجد أضرحة طلحة وأنس بن مالك وضريح الشيخ الحسن البصري رحمهم الله ورضي عنهم". وذُكر في ال سالنامه العثمانية لولاية البصرة (بصره ولايتي سالنامه سي) المنشورة سنة 1308 هـ أن في لواء البصرة قضاء البصرة وهو "مُركّب من خمس نواحٍ تُعرف بالفاو وأبي الخصيب وشط العرب والهارثة والزبير، وهذه النواحي يُدار ضبطها وربطها بمدير وكاتب ومقدار من الضبطية تحت قيادة جاوش واحد، ومديري الزبير وأبي الخصيب والفاو وشط العرب من الصنف الأول" وذُكر فيها أن في لواء البصرة أربع قصبات، الأولى قصبة البصرة وهي أكبرها والثانية الزبير وذُكر فيها أن قصبة الزبير "كل أهلها من أهل السنة والجماعة وقسم من أهاليها مُلّاك وقسم آخر يتعيشون بزراعة بعض البقول الجزوية والباقي حمّارة ولم تؤخذ من الجميع للآن التكاليف الميرية ولم يدخلوا تحت التحرير وتحتوي قصبة الزبير على خمسة عشر جامعاً وسوق تحتوي على مائتين حانوت ونفس القصبة المذكورة زهاء ثلاثة آلاف نسمة تقريباً محاطة بسور وتشتمل على ألف ومائتين دار".
| الاسم                  | الفترة                              | المحافظة     | الحكومة          |
| صالح آغا               | 1873                                | ولاية البصرة | العراق العثماني  |
| محمد آغا               | 1886 -                              | ولاية البصرة | العراق العثماني  |
| أحمد أفندي بن محمد آغا | 1887 -                              | ولاية البصرة | العراق العثماني  |
| خسرو أفندي             | 1888 -                              | ولاية البصرة | العراق العثماني  |
| إسماعيل حقي            | - شباط 1890                         | ولاية البصرة | العراق العثماني  |
| ياور أفندي             | 1890 -                              | ولاية البصرة | العراق العثماني  |
| محمد جميل أفندي        | -1892                               | ولاية البصرة | العراق العثماني  |
| أحمد أفندي             |                                     | ولاية البصرة | العراق العثماني  |
| سالم أفندي             | 1902 - 1901                         | ولاية البصرة | العراق العثماني  |
| الحاج أمين             | 1904 -                              | ولاية البصرة | العراق العثماني  |
| عرب أفندي (أبو نديم)   | 1910 - 1908                         | ولاية البصرة | العراق العثماني  |
| محمد زكي أفندي         | 1911                                | ولاية البصرة | العراق العثماني  |
| لفتة محمد الخلف        | 1921 -                              | لواء البصرة  | المملكة العراقية |
| عبد الوهاب الطبطبائي   | 1896 ثم 1910 ثم كانون الثاني 1923 - | لواء البصرة  | المملكة العراقية |
| عبد الهادي الأعظمي     | 1928                                | لواء البصرة  | المملكة العراقية |
| عبد الرحمن العودة      | حزيران 1941                         | لواء البصرة  | المملكة العراقية |
| محمد سالم سليمان       | 1947                                | لواء البصرة  | المملكة العراقية |

### قائمو مقامات قضاء الزبير
ما زالت الزبير ناحية حتى يوم 16 تشرين الأول سنة 1964 إذ صارت قضاء وعُيّن عزيز الحاج وهّاب أول قائم مقام لقضاء الزبير يوم 12 حزيران سنة 1965.
| الاسم                  | الفترة             | المحافظة      | الحكومة            |
| عباس ماهر طاهر السعيدي | 27 نيسان 2024      | محافظة البصرة | جمهورية العراق     |
| حامد طه عبد الله       | 1988               | محافظة البصرة | الجمهورية العراقية |
| عزيز الحاج وهّاب        | 12 حزيران سنة 1965 | محافظة البصرة | الجمهورية العراقية |

## أنظر
- لهجة الزبير.
- ضريح الزبير بن العوام.